# جیمی گودفلو
جیمی گودفلو (انگلیسی: Jimmy Goodfellow; ۱۶ سپتامبر ۱۹۴۳ – ۲۲ آوریل ۲۰۲۰) بازیکن فوتبال اهل بریتانیا بود.
از باشگاه‌هایی که در آن بازی کرده‌است می‌توان به باشگاه فوتبال وورکینگتون ای. اف. سی، باشگاه فوتبال روترهام یونایتد، باشگاه فوتبال استوک‌پورت کانتی، باشگاه فوتبال بیشاپ اوکلند، باشگاه فوتبال کروک تاون، و باشگاه فوتبال پورت ویل اشاره کرد.